# Русенска епархия
Русенската епархия е епархия на Българската православна църква, формирана по силата на решенията на Петия църковно-народен събор от 17 декември 2001 годин след разделянето на Доростоло-Червенската епархия на Русенска и Доростолска епархия. Епархията е наследник на Червенската епархия (епископия), слята с Доростолската при създаването на Българската екзархия.
Седалището на епархията е в град Русе, а принадлежащите и архиерейски наместничества са в Разград, Попово и Тутракан.

## История
Християнското учение се разпространява в Русенския регион около 3 – 4 век. Към 370 – 380 г. съществува епископия в Сексагинта Приста (дн. Русе), на която предстоятел е еп. Поликарп. На територията на днешната Русенска епархия през IV – VI век освен епископията в Сексагинта Приста епископии съществуват и в градовете Апиария (дн. с. Ряхово), Абритус (дн. Разград) и Трансмариска (дн. Тутракан). Те са включени в района на митрополитския и административен център Марцианопол (дн. Девня). Участници от тези епархии взимат участие във Вселенски и поместни събори на Православната църква.
След основаването на автономна, след това автокефална Българската архиепископия–патриаршия, просъществувала до 1018 г., Червенската епископия влиза в състава ѝ. Единственият известен Червенски епископ от периода е епископ Николай, светителствал през 871 г., за който намираме писмени сведения от средновековен каменен надпис.
Няма ясни сведения за положението на епископията по време на Византийското владичество, но вероятно е била подчинена на Охридската архиепископия.
В края на Първата светоена война е възобновена зачертаната от румънската власт българска черковна йерархия в Добруджа като отделен епископат от Доростоло-Червенската епархия.

## Червенски епископи (митрополити от май 1865)
- Еремия (споменат през май 1590 г.)[2]
- Григорий (споменат през 1616 г.)[3]
- Калиник (споменат на 4 ноември 1620 г.)[4]
- Григорий (споменат през май 1635 г.)[5]
- Гавриил (споменат на 24 септември 1638 г.[6], в 1643 г.[7] и от декември 1651 до юни 1653[8] г.)
- Йосиф (споменат през юли 1668 – януари 1671 г.)[9]
- Хрисант (споменат на 1 май 1679 г.)[10]
- Дионисий (утвърден на 3 януари 1685 г.,[11] споменат в 1703 г.[12])
- Козма (споменат в 1708 г.)[13]
- Серафим (споменат в 1710 г.)[14]
- Неофит I (споменат през 1769, отстранен в 1772 г.)[15]
- Неофит II (назначен през януари 1772 г.[16], низвергнат през 1780 г.[17])
- Кирил (избран през март 1780 г.[18], споменат през май 1804 г.)
- Неофит III (юли 1804 – май 1813)
- Яков (май 1813 – април 1818, подал оставка)
- Теоклит (назначен през април 1818 г.,[19] подал оставка на 24 февруари 1828 г.[20])
- Неофит IV (март 1828[21] – 21 октомври 1832)
- Неофит V (ръкоположен на 21 октомври 1832 г.,[22] починал в 1840 г.[23])
- Кирил (избран през май 1840, отзован през 1842 г.)[24]
- Синесий (избран през октомври 1842, преместен на 15 април 1865 г.,[25] като родоски[26]
- Паисий (избран на 1 май 1865, преместен на 11 март 1868 г.)[27]

## Доростолски и Червенски митрополити (със седалище в Русе)
- Григорий (1872 – 1898)
- Василий (1899 – 1927)
- Михаил (1927 – 1961)
- Софроний (1962 – 1994)
- Неофит (1994 – 2001)

## Русенски митрополити
- Неофит (2001 – 2013)
- Наум (2014 – )

## Манастири
- Басарбовски скален манастир „Свети Димитрий Басарбовски“
- Каранвърбовски манастир „Света Марина“
- Копривецки манастир „Света Петка“
- Сяновски манастир „Света Марина“

## Храмове

### Катедрален храм
- „Света Троица“, Русе.

### Храмове по духовни околии
- Русенска духовна околия
- Разградска духовна околия
- Тутраканска духовна околия
- Поповска духовна околия

### Други храмове
- Русенски храм „Св. Георги“
- Русенски храм „Успение Пресвятия Богородици“
- Русенски храм „Св. Архангел Михаил“
- Русенски храм „Св. Николай“
- Русенски храм „Св. Петка“
- Русенски храм „Св. Възнесение Господне“
- Русенски храм „Св. Василий Велики“
- Русенски храм „Всех Святих“